# Záborszky Nándor
Záborszky Nándor (Tótpróna, 1883. június 21. – 1952. október 1.) Budafok első polgármestere.

## Élete

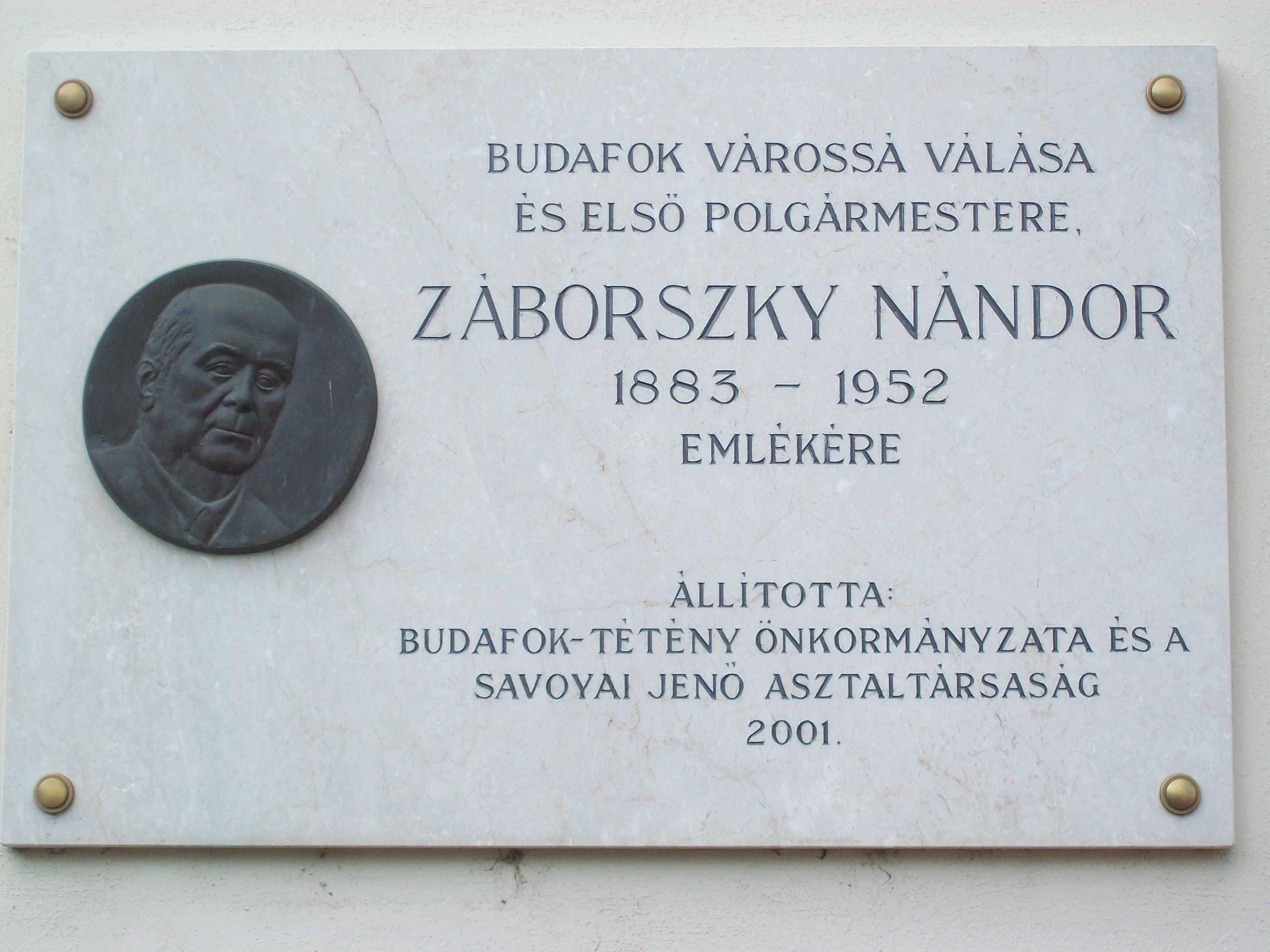
Emléktábla a budapesti Városház (volt Savoyai Jenő) téren

Turóc vármegyei Tótprónán született. Jogi tanulmányait Pozsonyban és Pesten végezte. 1907-ben Turóc vármegyénél lépett közszolgálatba. Fokozatosan haladt felfelé a ranglétrán: 1920-ban Sárváron lett főszolgabíró, később a Királyi Államrendőrséghez került, előbb Celldömölk, 1922-ben pedig a budafoki rendőrkapitányság élén állt. Néhány esztendő leforgása alatt hatalmas megbecsülést szerzett Budafokon, mikor a település 1926-ban elnyerte a rendezett tanácsú városi rangot, számottevő többséggel választották meg a meghirdetett polgármesteri tisztségre.
Két mandátuma során, 1926-tól 1939-ig Budafok óriási fejlődésnek indult, felszámolták a barlanglakásokat, városi kislakások építése indult meg, elkészült az új városháza, több iskola, óvoda jött létre, elkészült a modern csatornahálózat, a postapalota, rendezésre került a piactér, valamint kiépült a világítási hálózat.
1918-ban a Ferenc József-rend lovagkeresztjével tüntették ki, 1934-ben pedig a Magyar Vöröskereszt Érdemkeresztjét nyerte el a nélkülöző gyerekek nyaraltatásáért. 1941-ben több mint harmincéves közhivatalnoki tevékenységéért Koronás bronz érmet kapott. Nyugdíjas éveit Budafokon töltötte, egészen 1952-ben bekövetkezett haláláig. A budafoki öregtemetőben helyezték végső nyugalomra.

## Emlékezete
2001-ben Budafok-Tétény Önkormányzata és a Savoyai Jenő Asztaltársaság emléktáblát helyezett el a Savoyai Jenő téren a tiszteletére. Az ő nevét viseli a budafoki városháza egyik 300 fős házasságkötő díszterme és a Záborszky Pince.